# محمدة (حجر)

تعديل مصدري - تعديل

محمدة هي إحدى قرى عزلة الجول بمديرية حجر التابعة لمحافظة حضرموت، بلغ تعداد سكانها 1079 نسمة حسب تعداد اليمن لعام 2004.

## التاريخ
تعد قرية محمدة من القرى التاريخية والأثرية ويدل على ذلك مساجدها والمقابر والأضرحة إلى جانب منازلها المبنية من اللبن والمدر والطين، تتراوح طوابق كل منزل ما بين ثلاث إلى خمس طوابق، بيوتها متقاربة وشوارعها ضيقة، ويعود السبب في ذلك إلى التقاليد الموروثة ورغبة كل قبيلة أن يكون أفرادها متقاربين، ويشعر الزائر لمنطقة محمدة كأنه في إحدى قرى وادي دوعن، وقد احتلت مكانة خاصة في مساجلات الشعراء الشعبيين منهم الشاعر علي سالم بامهدي، عندما قال في إحدى قصائد الغناء والمدروف: «مباني محمدة كبرت وقد...سارت مدينة واسعة في عرضها والطول».

## السكان
سكن آل العمودي محمدة في بداية القرن الثامن والتاسع الهجري، منهم: آل باعبد القادر، آل بن الشيبة، وآل باسعيد، وآل بامصلي، وآل باقاضي، وآل باقرصين، وآل باعبد الهادي، وآل علي بحمد، وآل باكيال، وآل باخيل، وآل باطرش. ويسكنها أيضًا قبائل أخرى منهم البارجاش والبادبيان

## الاقتصاد
تعتبر محمدة من المناطق الرئيسة في مديرية حجر تمتاز بخصائص تكمن في روعة جمالها ومناظرها الطبيعية الخلابة، وتشتهر بزراعة النخيل وإنتاج التمور وزراعة الموز والمانجو وغيرها من الفواكه والخضار وتربية الماشية وذلك من الأنشطة الرئيسة التي يزاولها سكان حجر، والدخل الرئيسي للمواطنين كون تمور حجر لها شهرة ونكهة خاصة، كما تتمتع بجودة عالية، ولكثرة نخيل حجر تسمى بمديرية النخيل.

## المرافق والخدمات
توجد في منطقة محمدة العديد من المرافق الحياتية الهامة، ففي جانب التعليم تم افتتاح أول مدرسة ابتدائية خلال العام الدراسي 1945/1944 كأول مدرسة في لواء حجر التابع حينها للسلطة القعيطية، ويعد عمر مبارك بابطاح أول مدرس من المكلا يقوم بالتدريس فيها، وفي العام 1970/1969 تم افتتاح فرع للبنات وكانت المعلمة فاطمة أحمد باغفار أول معلمة من المكلا تقوم بالتدريس فيها، وفي السبعينات تم افتتاح مدرسة إعدادية تستوعب الطلاب من عموم مديرية حجر.
أما في الجانب الصحي تم افتتاح وحدة صحية عام 1975 ويعد سعيد باقيور المحمدي أول مساعد صحي من المكلا يعمل في تلك الوحدة.
كما يوجد في محمدة مشروعان للكهرباء والماء تم افتتاحها في سبتمبر عام 1984 وكان ذلك بتعاون أبناء محمدة المغتربين في المملكة العربية السعودية ودعم الدولة وتسهيلاتها، إلا أن هذه المشاريع تتعرض دائما للعطل سواء المواطير أو شبكات الماء والكهرباء، وخلال الفترة الماضية تم مد شبكة الضغط العالي لمشروع كهرباء تستفيد منه محمدة، وحصن باقروان، وعيطة بامطر ثم توقف العمل من قبل المقاول لأسباب غير معروفة.